# Tetragnatha klossi
Tetragnatha klossi là một loài nhện trong họ Tetragnathidae.
Loài này thuộc chi Tetragnatha. Tetragnatha klossi được miêu tả năm 1919 bởi Hogg.